# Lucebert
Lubertus Jacobus Swaanswijk, plus connu sous le nom de Lucebert, est un poète, peintre et dessinateur néerlandais, né le 15 septembre 1924 à Amsterdam et mort le 10 mai 1994 à Alkmaar. Membre du mouvement CoBrA, il a participé au  mouvement Experimentele Groep in Holland qui publie la revue Reflex en deux parutions à partir d'octobre novembre 1945, avec un manifeste de Constant Nieuwenhuys. Sa phrase la plus célèbre est Alles van waarde is weerloos (ce qui pourrait se traduire en français par « Tout ce qui a de la valeur est impuissant/sans défense »).

## Documentaires
Le réalisateur Johan van der Keuken lui a consacré trois courts métrages : Lucebert, poète et peintre (Lucebert, dichter-schilder) en 1962, Un film pour Lucebert (Een film voor Lucebert) présenté en 1967. En avril 1994, Johan van der Keuken et Lucebert décident de tourner un  troisième documentaire mais le peintre poète décède en mai, le tournage se fera dans l’atelier de Lucebert, sans lui. Si tu sais où je suis cherche-moi (Als je weet waar ik ben zoek me dan) tourné en 1994 n'est pas présenté seul, il constitue le troisième volet d'un triptyque réunissant les trois films : Lucebert, temps et adieux (Lucebert, tijd en afscheid); 52 minutes, 1994.